# Fulton County (Indiana)
Fulton County is een county in de Amerikaanse staat Indiana.
De county heeft een landoppervlakte van 954 km² en telt 20.511 inwoners (volkstelling 2000). De hoofdplaats is Rochester.

## Bevolkingsontwikkeling

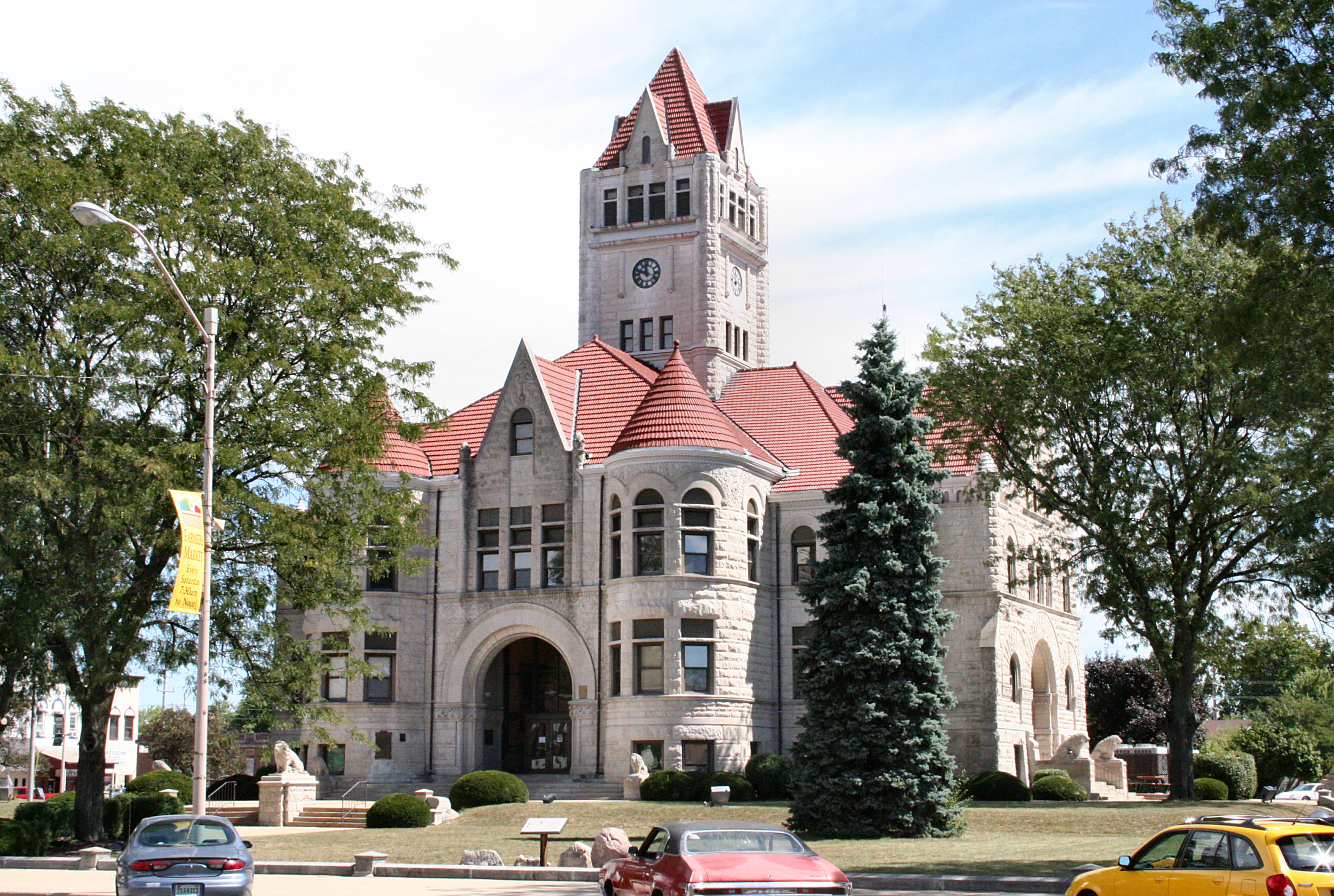
Fulton County Courthouse